# Selpercatinib
Selpercatinib, es vendido bajo la marca Retevmo, es un medicamento que se usa para tratar ciertos tipos de cáncer de pulmón de células no pequeñas y cáncer de tiroides .  Se utiliza en casos en los que la fusión RET es positiva o tienen una mutación del gen RET.   Este medicamento se utiliza después de que otros tratamientos han fallado.  Este medicamento se toma por vía oral. 
Los efectos secundarios de este medicamento incluyen problemas hepáticos, niveles altos de azúcar en sangre, boca seca, diarrea, problemas renales, cansancio, hinchazón, plaquetas bajas y sarpullido;  otros efectos secundarios pueden incluir presión arterial alta, prolongación del intervalo QT, sangrado, reacciones alérgicas y síndrome de lisis tumoral .  El uso de este medicamento durante el embarazo puede dañar al bebé.  Es un inhibidor de la quinasa, que bloquea el RET. 
Este medicamento  fue aprobado para uso médico en los Estados Unidos en 2020 y en Europa en 2021.   En Estados Unidos, el coste era de unos 258.000 dólares estadounidenses  al año en 2021.  También ha sido aprobado en el Reino Unido. 